# Freira

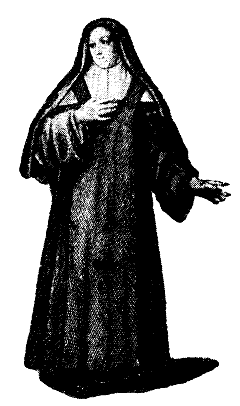
Uma freira.

Freira é a designação dada na Igreja Católica a uma mulher que renunciou a vida comum em sociedade e optou por recolher-se num convento, sendo a que se recolhe num mosteiro, monja; passando a ter uma vida em regime de clausura conventual, inteiramente dedicada aos serviços religiosos e da igreja que frequenta. O termo é frequentemente usado de forma intercambiável com irmãs religiosas que fazem votos simples, mas vivem uma vocação ativa de oração e trabalho de caridade.
As freiras são mulheres consagradas à religião. Assumem os compromissos da castidade, da obediência e da pobreza por meio de votos. Geralmente as freiras desenvolvem obras de caridade, de educação a crianças e jovens, entre outros tipos de apostolado, além de participação ativa em diversas áreas da sociedade. As freiras, por norma, fazem parte de ordens ou congregações religiosas de características mendicantes.

## Ordens religiosas

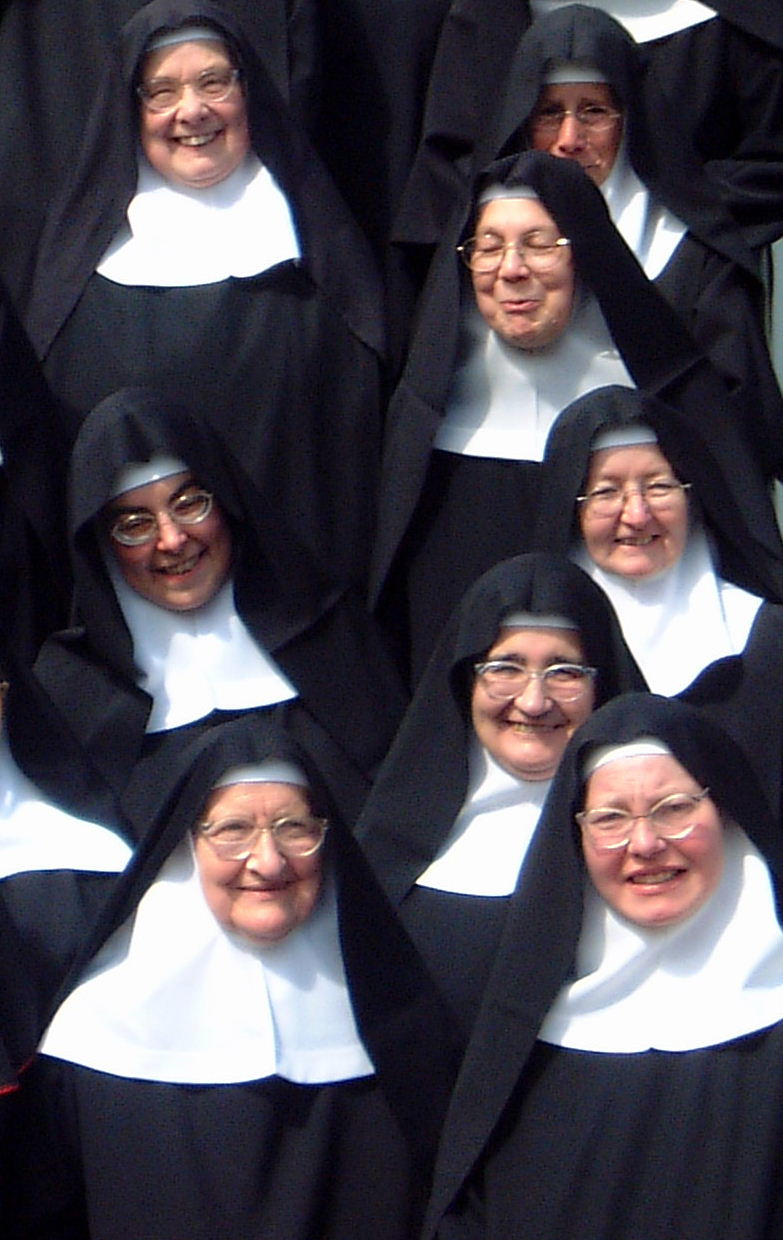
Freiras são mulheres que optaram por seguir uma vida consagrada a Deus.

Algumas ordens religiosas de freiras:
- Ordem do Carmo: em 1322 o Papa João XXII expede a bula papal Sacratissimo uti culmine,  na qual revela que Nossa Senhora do Carmo lhe aparecera e lhe prometera tirar do Purgatório as almas de todos os fiéis que em vida tivessem pertencido à Ordem de Nossa Senhora do Carmo ou à Confraria do Santo Escapulário do Carmo no sábado seguinte à sua morte, assim, com o uso do escapulário, símbolo de devoção e consagração à Virgem, o devoto também passou a gozar de indulgências plenas ou parciais. O ramo feminino da ordem foi oficialmente fundado em 1452.[3] A Ordem do Carmo, ou Carmelitas, talvez seja uma das mais populares ordens religiosas de freiras no mundo.

- Ordem da Imaculada Conceição: a ordem feminina foi fundada pela portuguesa Santa Beatriz da Silva e que obteve um rápido desenvolvimento em Portugal e Espanha. É dado o nome de monjas Concepcionistas às freiras que compõem esta ordem religiosa.

- Ordem de Santa Úrsula: a ordem foi oficialmente fundada em Verona, na Itália, no ano de 1856,[4] e possui outras ramificações como a Congregação Ursulina da Sagrada Família, fundada em 1915.[5]

- Ordem de São Bento: embora mais reconhecida pelo trabalho e legado de monges beneditinos do sexo masculino como do próprio fundador Bento de Núrsia, a ordem religiosa tem sua ramificação feminina, sendo a Santa Escolástica, irmã gémea de São Bento, e Hildegarda de Bingen duas das suas maiores representantes.

- Ordem de Santa Clara: as clarissas são uma ramificação feminina da Ordem Franciscana. Foi fundada por Santa Clara de Assis em 1215, a pedido do próprio São Francisco de Assis.[6]

- Congregação das Missionárias da Caridade: fundada por Madre Teresa de Calcutá em 1950, na cidade de Calcutá, Índia, tem por principal escopo o zêlo com os pobres e necessitados.[7]

## Personalidades notáveis

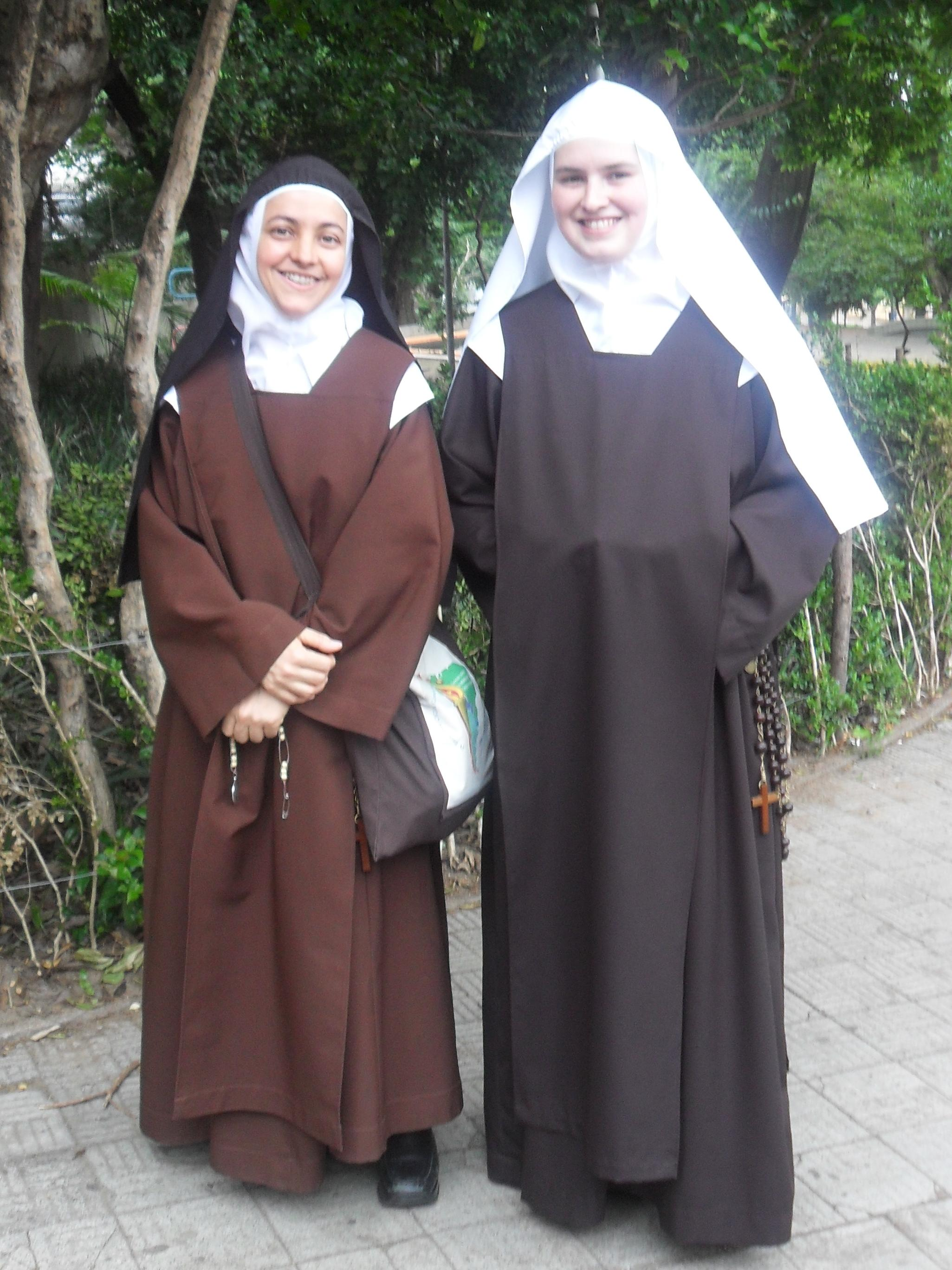
Duas freiras carmelitas.

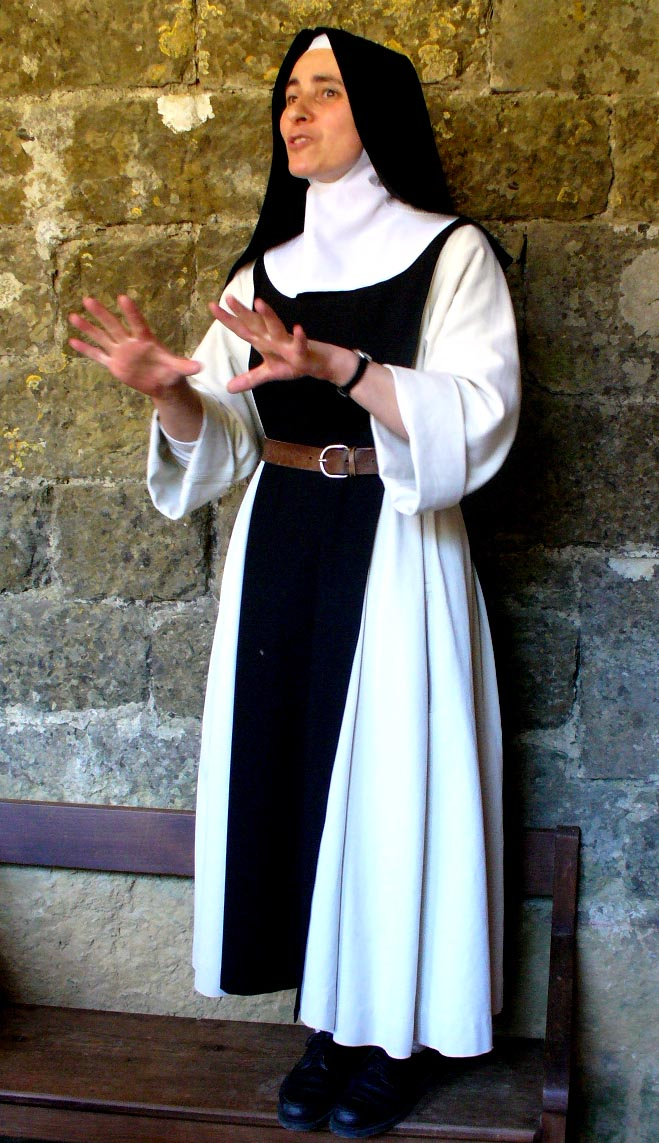
Uma freira cisterciense.

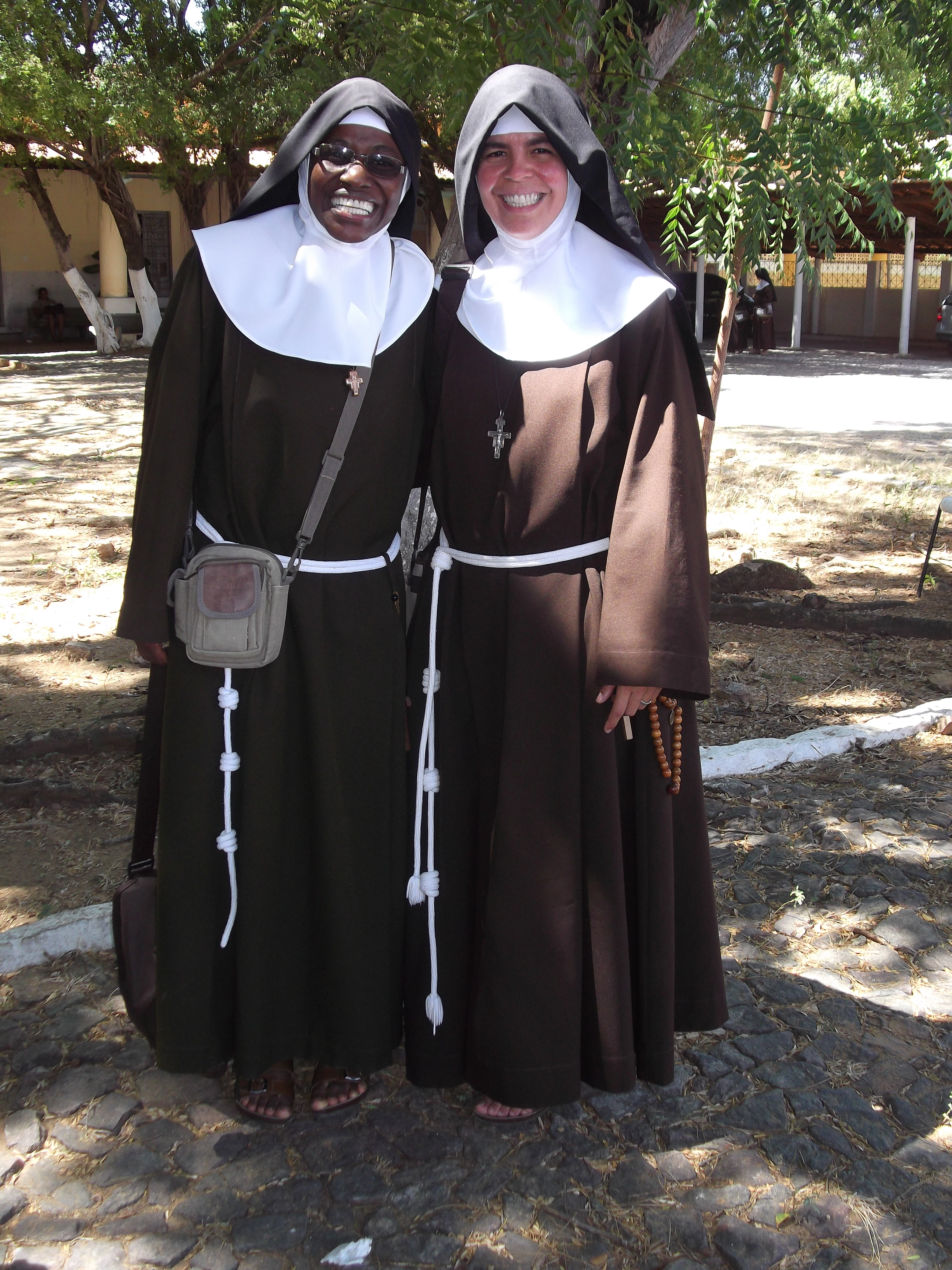
Duas freiras clarissas.

Algumas freiras se destacaram além da dedicação religiosa, contribuindo para diversas áreas da sociedade através de realizações em áreas como a arte, medicina, ciência e tecnologia.
- Hildegarda de Bingen: foi uma freira beneditina, que se destacou em diversas áreas do conhecimento. Nas artes, Hildegarda contribuiu com a composição de diversos cantos gregorianos e poesias religiosas;[8] na medicina, contribuiu com a publicação dos livros Physica[9] e Causæ et Curæ;[10] na teologia, escreveu as obras Scivias Domini, Vitae meritorum e Divinorum perum.[11] Em 1150, fundou o Mosteiro de Rupertsberg, em Bingen am Rhein, na Alemanha. Hildegarda é santa e Doutora da Igreja Católica. Pertencia à Ordem de São Bento.

- Juana Inés de la Cruz: foi uma freira do período colonial mexicano, se configurando uma das maiores letradas do chamado "Siglo de Oro" (o século XVII), e sendo grandemente conhecida pela agudeza e engenho da sua poesia. Através de seu vasto repertório em relação à tradição greco-latina e de sua maestria poética e retórica, Sóror Juana inseriu-se na chamada República das Letras de modo ímpar.[12]

- Teresa de Ávila: foi uma mística que deixou um legado repleto de obras sobre literatura místico-cristã, sendo "O Castelo Interior" a mais conhecida, e atuante no movimento da Contrarreforma.[13] Foi co-fundadora da Ordem dos Carmelitas Descalços.[14] Teresa é santa e Doutora da Igreja.

- Clara de Assis: é considerada a personificação feminina de Francisco de Assis, por sua obediência às regras franciscanas e devoção ao catolicismo.[15] Foi a primeira mulher na história da Igreja a compor uma Regra escrita, sujeita à aprovação do Papa.[16] Seu corpo se encontra em uma cripta de vidro na Basílica de Santa Clara, na cidade de Assis, Itália.[17] Foi fundadora da Ordem das Clarissas. É santa.

- Maria do Divino Coração Droste zu Vischering: foi uma condessa alemã e religiosa das Irmãs do Bom Pastor que se mudou para Portugal e onde, após ter recebido várias revelações divinas, se tornou na responsável pelo pedido de consagração do mundo ao Sagrado Coração de Jesus remetida ao Papa Leão XIII e realizada pelo mesmo Sumo Pontífice.

- Madre Teresa de Calcutá: ganhou o Prêmio Nobel da Paz em 1979[18] em razão de sua total entrega aos necessitados ao redor do mundo. Obteve doutoramento honoris causa em medicina e cirurgia na Faculdade de Medicina e Cirurgia da Universidade Católica do Sagrado Coração.[19] Foi fundadora da ordem Missionárias da Caridade.

- Mary Ignatia Gavin: foi co-fundadora do Alcoólicos Anónimos junto com Bill Wilson e Robert Holbrook Smith.[20][21] Pertencia à Ordem de Santo Agostinho.

- Mary Kenneth Keller: foi a primeira mulher a obter um PhD em ciências da computação. Obteve o título com a tese “Inferência indutiva dos modelos gerados pelo computador” na Universidade de Wisconsin-Madison em 1965.[22] Pertencia à ordem das Irmãs de Caridade da Abençoada Virgem Maria.

- Cristina Scuccia: sagrou-se vencedora da versão italiana do programa The Voice, em 2014, e assinou contrato com a gravadora Universal.[23] Pertence à Ordem Ursulina.

- Teresa de Lisieux: mais conhecida Santa Teresinha do Menino Jesus, foi uma freira pertencente à Ordem dos Carmelitas Descalços. Conhecida por sua "pequena via", ela ensinou que a santidade pode ser alcançada através de gestos simples e cotidianos, mas cheios de amor a Deus. Entrou no Carmelo aos 15 anos. Apesar de sua breve vida (24 anos), sua autobiografia, "História de uma Alma", até hoje influencia milhões de pessoas. Foi chamada pelo Papa Pio X de "a maior entre os santos modernos", antes mesmo de ser canonizada.[24] Foi proclamada Doutora da Igreja em 1997, sendo hoje uma das santas mais queridas e reverenciadas pela cristandade.